# Хрушчовљево одмрзавање
Хрушчовско одмрзавањее (рус. хрущёвская о́ттепель) односи се на период од средине 1950-их до средине 1960-их када су репресија и цензура у Совјетском Савезу ублажене због политике Никите Хрушчова и отпочео је миран суживот са другим народима. Термин је скован по роману Иље Еренбурга из 1954. Одмрзавање („Оттепель“), сензационалног књижевног остварења у том периоду.
Одмрзавање је постало могуће након смрти Јосифа Стаљина 1953. године. Први секретар Хрушчов је осудио бившег генералног секретара Стаљина у „Тајном говору“ на 20. конгресу Комунистичке партије, затим је збацио стаљинисте током његове борбе за власт у Кремљу. Одмрзавање је наглашено Хрушчовљевом посетом Пекингу, Народној Републици Кини 1954. године, његовом посетом Београду, Југославији (са којом су се односи погоршали од раскола Стаљин-Тито 1948.), и његовим каснијим сусретом са Двајтом Ајзенхауером касније те године, што је кулминирало Хрушчовљевом посетом Сједињеним Државама 1959.
Одмрзавање је дозволило извесну слободу информисања у медијима, уметности и култури ; међународни фестивали; страни филмови; нецензурисане књиге; и нови облици забаве на националној телевизији у настајању, у распону од масовних парада и прослава до популарне музике и естраде, сатире и комедија и емисија свих звезда попут Голубоја Огоњока. Оваква политичка и културна ажурирања у целини имала су значајан утицај на јавну свест неколико генерација људи у Совјетском Савезу.
Леонид Брежњев, који је наследио Хрушчова, окончао је отапање. Економска реформа Алексеја Косигина из 1965. де фацто је прекинута до краја 1960-их, док је суђење писцима Јулију Данијелу и Андреју Сињавском 1966. године — прво такво јавно суђење од Стаљинове владавине — и инвазија на Чехословачку 1968. утврдила преокрет . либерализације земље.

## Хрушчов и Стаљин
Хрушчовљево одмрзавање је настало у прикривеној борби за власт међу Стаљиновим високорангираним људима. Неколико главних вођа међу командантима Црвене армије, као што су маршал Георгиј Жуков и његови лојални официри, имали су озбиљне тензије са Стаљиновом тајном службом. На површини, Црвена армија и совјетско руководство су изгледали уједињени након победе у Другом светском рату . Међутим, скривене амбиције највиших људи око Стаљина, као и Стаљинове сопствене сумње, навеле су Хрушчова да се може ослонити само на њих неколико; остали би уз њега кроз читаву политичку борбу за власт. Ту борбу за власт је потајно припремао Хрушчов док је Стаљин био жив, и избила је на површину након Стаљинове смрти у марту 1953. До тог времена, Хрушчовљеви људи су били посађени свуда у совјетској хијерархији, што је омогућило Хрушчову да погуби или уклони своје главне противнике, а затим уведе неке промене у круту совјетску идеологију и хијерархију.
Стаљиново руководство је достигло нове екстреме у владању људима на свим нивоима, као што су депортације националности, Лењинградска афера, завера лекара и званичне критике писаца и других интелектуалаца. У исто време, милиони војника и официра видели су Европу после Другог светског рата и постали свесни различитих начина живота који су постојали ван Совјетског Савеза. По Стаљиновом наређењу многи су поново ухапшени и кажњени, укључујући нападе на популарног маршала Георгија Жукова и друге врхунске генерале, који су прекорачили границе узимања трофеја када су опљачкали поражени народ Немачке. Плен је одузео Стаљинов безбедносни апарат, а маршал Жуков је деградиран, понижен и прогнан; постао је упорни антистаљиниста. Жуков је чекао до Стаљинове смрти, што је омогућило Хрушчову да врати Жукова за нову политичку битку.
Привремена унија између Никите Хрушчова и маршала Георгија Жукова била је заснована  на њиховом сличном пореклу, интересима и слабостима: обојица су били сељаци, обојица су били амбициозни, обојицу их је злостављао Стаљин, обоје су се плашили стаљиниста, и обојица су желели да промене стање. Хрушчов и Жуков су били потребни једни другима да елиминишу своје заједничке непријатеље у совјетској политичкој елити.
Године 1953. Жуков је помогао Хрушчову да елиминише Лаврентија Берију, тада првог вицепремијера, који је одмах погубљен у Москви, као и неколико других личности из Стаљиновог круга. Убрзо је Хрушчов наредио ослобађање милиона политичких затвореника из логора Гулага. Под Хрушчовљевом влашћу број затвореника у Совјетском Савезу смањен је, према неким писцима, са 13 милиона на 5 милиона људи.
Хрушчов је такође промовисао и неговао Леонида Брежњева, којег је довео у Кремљ и упознао са Стаљином 1952. Затим је Хрушчов унапредио Брежњева у Президијум (Политбиро) и поставио га за шефа Политичке дирекције Црвене армије и морнарице и померио га на неколико других моћних положаја. Брежњев је заузврат помогао Хрушчову тако што је преокренуо однос снага током неколико критичних конфронтација са конзервативним тврдолинијашима, укључујући збацивање простаљиниста на челу са Молотовом и Маленковом.

## Хрушчовљев говор из 1956. који осуђује Стаљина
Хрушчов је осудио Стаљина у свом говору О култу личности и његовим последицама, одржаном на затвореној седници 20. партијског конгреса, иза затворених врата, после поноћи 25. фебруара 1956. У овом говору, Хрушчов је описао штету коју је нанео култ личности Јосифа Стаљина и репресије, познате као Велика чистка која је убила милионе и трауматисала многе људе у Совјетском Савезу. Након одржаног говора, званично је дистрибуиран у краћем облику међу члановима совјетске комунистичке партије широм СССР-а од 5. марта 1956.
Заједно са својим савезником Анастасом Микојаном и малом, али истакнутом групом повратника из Гулага, Хрушчов је такође покренуо талас рехабилитације. Ова акција је званично повратила репутацију многих милиона невиних жртава, које су убијене или затворене у Великој чистки под Стаљином. Даље, предузети су пробни потези званичним и незваничним каналима да се ублаже ограничења слободе говора која су била задржана од Стаљинове владавине.
Хрушчовљев говор из 1956. био је најснажнији покушај икада у СССР-у да се донесе политичка промена, у то време, после неколико деценија страха током Стаљинове владавине, која је однела безброј невиних живота. Хрушчовљев говор је објављен на међународном нивоу у року од неколико месеци, а његове иницијативе за отварање и либерализацију СССР-а изненадиле су свет. Хрушчовљев говор је разљутио многе његове моћне непријатеље, што је изазвало још један круг немилосрдне борбе за власт унутар совјетске комунистичке партије.

## Питања и тензије

### Грузијска побуна
Хрушчовљева осуда Стаљина била је шок за совјетски народ. Многи у Грузији, Стаљиновој домовини, посебно млада генерација, одгајана на сталним хвалоспевима Стаљинове „генијалности“, доживљавали су то као националну увреду. У марту 1956, серија спонтаних скупова поводом треће годишњице Стаљинове смрти брзо је прерасла у неконтролисане масовне демонстрације и појавили су се политички захтеви попут промене централне власти у Москви и позива на независност Грузије од Совјетског Савеза, што је довело до интервенције совјетске војске и крвопролића на улицама Тбилисија.

### Пољска и мађарска револуције 1956
Први велики међународни неуспех Хрушчовљеве политике догодио се у октобру – новембру 1956.
Мађарску револуцију 1956. угушила је масовна инвазија совјетских тенкова и трупа Црвене армије која је ушла у Будимпешту. Уличне борбе против нападачке Црвене армије изазвале су хиљаде жртава међу мађарским цивилима и милицијом, као и стотине убијених совјетских војних лица. Напад совјетске Црвене армије је такође изазвао масовно исељавање из Мађарске, пошто је стотине хиљада Мађара побегло као избеглице.
У исто време, пољски октобар се појавио као политички и друштвени врхунац у Пољској. Такве демократске промене у унутрашњем животу Пољске су са страхом и гневом доживљавали и у Москви, где владари нису хтели да изгубе контролу, плашећи се политичке претње совјетској безбедности и моћи у источној Европи.

### Звера против Хрушчова из 1957.
Фракција совјетске комунистичке партије била је гневна због Хрушчовљевог говора 1956. године и одбацила је Хрушчовљеву дестаљинизацију и либерализацију совјетског друштва. Годину дана након Хрушчовљевог тајног говора, стаљинисти су покушали да збаце Хрушчова са лидерске позиције у совјетској комунистичкој партији.
Хрушчовљеви непријатељи су га сматрали лицемерним и идеолошки неподесним, с обзиром на учешће Хрушчова у Стаљиновим великим чисткама и другим сличним догађајима као једним од Стаљинових фаворита. Веровали су да ће Хрушчовљева политика мирне коегзистенције оставити Совјетски Савез отвореним за напад. Вјачеслав Молотов, Лазар Каганович, Георгиј Маленков и Дмитриј Шепилов, који су се придружили у последњем тренутку након што га је Каганович убедио да група има већину, покушали су да свргну Хрушчова са места првог секретара Партије у мају 1957.
Међутим, Хрушчов је поново користио маршала Георгија Жукова. Хрушчова је спаисло неколико снажних иступа у правцу његове подршке — посебно моћна била је подршка и маршала Жукова и Микојана. На ванредној седници Централног комитета одржаној крајем јуна 1957, Хрушчов је своје противнике означио као Антипартијску групу и победио на гласању које је потврдило његову позицију првог секретара. Затим је избацио Молотова, Кагановича и Маленкова из Секретаријата и коначно из саме Комунистичке партије.

### Економија и политичке тензије
Покушаји Хрушчова да реформише совјетску индустријску инфраструктуру довели су до његових сукоба са професионалцима у већини грана совјетске привреде. Његова реформа административне организације изазвала му је више проблема. У политички мотивисаном потезу да ослаби централну државну бирократију 1957. године, Хрушчов је заменио индустријска министарства у Москви регионалним саветима народне привреде, совнархозе, стварајући себи многе нове непријатеље међу редовима совјетске владе.
Хрушчовљева моћ, иако неоспорна, никада није била упоредива са Стаљиновом, и на крају је почела да бледи. Многи нови званичници који су дошли у совјетску хијерархију, као што је Михаил Горбачов, били су млађи, боље образовани и независнији мислиоци.
Године 1956. Хрушчов је увео концепт минималне зараде. Идеја је наишла на многе критике комунистичких тврдолинијаша, тврдили су да је минимална плата толико мала, да је већина људи у стварности још увек недовољно плаћена. Следећи корак је била планирана финансијска реформа. Међутим, Хрушчов је престао са реалном монетарном реформом и направио једноставну деноминацију рубље на 10 према 1 1961. године.
Године 1961. Хрушчов је завршио своју битку против Стаљина: тело диктатора је уклоњено из Лењиновог маузолеја на Црвеном тргу, а затим поново сахрањено испред зидина Кремља. Уклањање Стаљиновог тела из Лењиновог маузолеја је вероватно био један од најпровокативнијих потеза Хрушчова током одмрзавања. Уклањање Стаљиновог тела консолидовало је простаљинистчке снаге против Хрушчова, и довело до удаљења чак и његових лојалних сарадника, као што је Леонид Брежњев.

## Отвореност и либерализација културе
После раних 1950-их, совјетско друштво је уживало у низу културних и спортских догађаја и забаве невиђених размера, као што је прва Спартакијада, као и неколико иновативних филмских комедија, попут Карневалске ноћи, и неколико фестивала популарне музике. Неким класичним музичарима, филмским ствараоцима и балетским звездама било је дозвољено да наступају ван Совјетског Савеза како би боље представили своју културу и друштво свету.
Први совјетски академици који су посетили САД у званичном својству после Другог светског рата били су биохемичар Андреј Курсанов и историчар Борис Рибаков, који су присуствовали двестогодишњици Универзитета Колумбија у Њујорку као представници Академије наука Совјетског Савеза. Ранији покушаји америчких институција, попут Принстона 1946, да позову совјетске научнике у Сједињене Државе, били су осујећени. Одлука да се Курсанову и Рибакову дозволи присуство означила је почетак новог периода академске размене између Совјетског Савеза и Сједињених Држава: Универзитет Колумбија је узвратио посету 1955. године, када је послао своје представнике на двестогодишњицу Московског државног универзитета, а до 1958. године универзитети су успоставили програм размене за студенте и наставно особље.
Године 1956. постигнут је споразум између совјетске и америчке владе да се настави са објављивањем и дистрибуцијом у Совјетском Савезу часописа Америка који производи САД, и да се покрене његов пандан, часопис СССР у САД.
У лето 1956, само неколико месеци након Хрушчовљевог тајног говора, Москва је постала центар прве Спартакијаде народа СССР-а. Догађај је направљен помпезно у совјетском стилу: Москва је угостила велике спортске тимове и групе навијача у народним ношњама који су долазили из свих савезних република. Хрушчов је искористио догађај да нагласи своје нове политичке и друштвене циљеве и да се покаже као нови лидер који је био потпуно другачији од Стаљина.
Јула 1957. године у Москви је одржан 6. светски фестивал омладине и студената . Био је то први Светски фестивал омладине и студената одржан у Совјетском Савезу, који је први пут отворио своја врата свету. Фестивал је привукао 34.000 људи из 130 земаља.
Године 1958. у Москви је одржано прво Међународно такмичење Чајковски. Победник је био амерички пијаниста Ван Клибурн, који је одржао сензационалне изведбе руске музике. Хрушчов је лично одобрио доделу највеће награде америчком музичару.
Хрушчовљево одмрзавање отворило је совјетско друштво до степена који је дозволио неке стране филмове, књиге, уметност и музику. Неки раније забрањени писци и композитори, као што су Ана Ахматова и Михаил Зошченко, између осталих, враћени су у јавни живот пошто се променила званична политика совјетске цензуре. Књиге неких међународно признатих аутора, попут Ернеста Хемингвеја, објављиване су у милионским тиражима да би задовољиле интересовање читалаца у СССР-у.
Године 1962. Хрушчов је лично одобрио објављивање књижевног дела Александра Солжењицина Један дан из живота Ивана Денисовича, које је постало сензација и ушла у историју као прва нецензурисана публикација о радним логорима Гулаг.
Још увек је било много агитације против религије која је привремено заустављена током ратних напора и годинама након краја Стаљинове владавине.
Доба културног одмрзавања окончана је у децембру 1962. након афере Мањеж.

### Музика
Цензура уметности је опуштена широм Совјетског Савеза. Током овог периода либерализације, руски композитори, извођачи и слушаоци музике доживели су новооткривену отвореност у музичком изразу што је довело до оснивања незваничне музичке сцене од средине 1950-их до 1970-их.
Упркос либерализујућим реформама у музици, многи тврде да је Хрушчовљев закон о уметности био заснован, не довољно на слободи изражавања совјетског народа пер се, и превише на његовим личним укусима. Након појаве неке неконвенционалне, авангардне музике као резултат његових реформи, Хрушчов је 8. марта 1963. одржао говор којим је почео да преокреће неке од његових дестаљинизацијских реформи, у којем је изјавио: „Ми глатко одбацујемо ову какофонију музика. Наш народ не може да користи ово ђубре као оруђе за своју идеологију.“ и „Друштво има право да осуђује дела која су супротна интересима народа.“ Иако се одмрзавање сматрало временом отворености и либерализације, Хрушчов је наставио да ограничава ове новостечене слободе.
Без обзира на то, упркос Хрушчовљевој недоследној либерализацији музичког израза, његови говори нису били толико „ограничења“ колико „подстицања“. Уметницима, а посебно музичарима, омогућен је приступ ресурсима који су претходно били цензурисани или потпуно недоступни пре Хрушчовљевих реформи. Композитори тог времена, на пример, могли су да приступе партитурама композитора као што су Арнолд Шенберг и Пјер Булез, добијајући инспирацију и имитирајући претходно скривене музичке партитуре.
Како су совјетски композитори добијали приступ новим партитурама и добијали укус слободе изражавања током касних 1950-их, две одвојене групе су почеле да се појављују. Једна група је писала претежно „званичну“ музику коју је „санкционисао, хранио и подржавао Синдикат композитора“. Друга група је писала „незваничну“, „леву“, „авангардну“ или „андерграунд“ музику, обележену општим стањем опозиције против Совјетског Савеза. Иако се широко сматра да су обе групе међусобно зависне, многи сматрају да је незванична музичка сцена независнија и политички утицајнија од претходне у контексту одмрзавања.
Незваничну музику која се појавила током одмрзавања обележио је покушај, успешан или неуспешан, да се реинтерпретира и оживи „битка форме и садржаја“ класичне музике тог периода. Иако израз „незванично“ подразумева ниво незаконитости у производњи ове музике, композитори, извођачи и слушаоци „незваничне“ музике су заправо користили „званична“ средства за производњу. Уместо тога, музика се сматрала незваничном у контексту који се супротстављао, противречио и редефинисао захтеве социјалистичког реалиста из њихових званичних средстава и простора.
Незванична музика се појавила у две различите фазе. Прву фазу незваничне музике обележила су извођења „ескапистичких” комада. Из перспективе композитора, ова дела су била ескапистичка у смислу да су се својим звуком и структуром повукла од захтева социјалистичког реализма. Поред тога, комади развијени током ове фазе незваничне музике омогућили су слушаоцима могућност да побегну од познатих звукова које су совјетски званичници званично одобрили. Друга фаза незваничне музике појавила се током касних 1960-их, када су заплети музике постали очигледнији, а композитори су писали више миметичким стилом, пишући за разлику од њихових ранијих композиција из прве фазе.
Током читавог мјузикла Одмрзавање, генерација „младих композитора“ која је сазрела своје музичке укусе са ширим приступом музици која је претходно била цензурисана била је главни фокус незваничне музичке сцене. Одмрзавање је овим композиторима омогућило слободу приступа старим и новим партитурама, посебно онима које потичу из западне авангарде. Током касних 1950-их и раних 1960-их, млади композитори као што су Андреј Волконски и Едисон Денисов, између осталих, развили су апстрактне музичке праксе које су стварале звукове који су били нови за ухо обичног слушаоца. Соцреалистичка музика се сматрала „досадном“, а незванични концерти које су млади композитори представљали омогућавали су слушаоцима „средство заобилажења, реинтерпретације и поткопавања доминантних социјалистичко-реалистичких естетских кодова“.
Упркос наизглед бунтовној природи незваничне музике одмрзавања, историчари расправљају о томе да ли незваничну музику која се појавила у то време заиста треба сматрати отпором совјетском систему. Док је један број учесника незваничних концерата „тврдио да су они ослобађајућа активност, подразумевајући отпор, опозицију или неку врсту протеста“, неки критичари тврде да уместо да преузимају активну улогу у супротстављању совјетској власти, композитори незваничних музика се једноставно "повукла" из захтева соцреалистичке музике и изабрала да игнорише норме система. Иако су западњаци склони да незваничне композиторе категоришу као „дисиденте“ против совјетског система, многи од ових композитора су се плашили да предузму акцију против система у страху да би то могло имати негативан утицај на њихов професионални напредак. Многи композитори су фаворизовали мање директан, али значајан метод супротстављања систему због недостатка музичке усклађености.
Без обзира на намере композитора, ефекат њихове музике на публику широм Совјетског Савеза и у иностранству „помогао је публици да замисли алтернативне могућности у односу на оне које су предложиле совјетске власти, углавном кроз свеприсутне стилске тропе социјалистичког реализма“. Иако је музика млађе генерације незваничних совјетских композитора доживела мали успех на Западу, њен успех унутар Совјетског Савеза био је очигледан током одмрзавања. Чак и након Хрушчовљевог пада са власти у октобру 1964. године, слободе које су композитори, извођачи и слушаоци осетили на незваничним концертима трајале су до 1970-их.
Међутим, упркос снажној улози коју је незванична музика играла у Совјетском Савезу током одмрзавања, већи део музике која је компонована током тог времена и даље је била контролисана. Као резултат тога, велики део ове незваничне музике остаје недокументован. Сходно томе, много од онога што сада знамо о незваничној музици током одмрзавања може се добити само кроз интервјуе са оним композиторима, извођачима и слушаоцима који су били сведоци незваничне музичке сцене током одмрзавања.

## Међународни односи
Стаљинова смрт 1953. и двадесети конгрес КПСС у фебруару 1956. имали су огроман утицај на читаву источну Европу. Књижевна одмрзавања су заправо претходила конгресу у Мађарској, Пољској, Бугарској и ДДР-у, а касније су накратко процветала у Чехословачкој и Кини председника Маоа. Са изузетком архистаљинистичке и антититоистичке Албаније, Румунија је била једина земља у којој су интелектуалци избегавали отворени сукоб са режимом, делимично под утицајем изостанка било какве раније побуне у послератној Румунији која би приморала режим да концесије.
На Западу, Хрушчовљево одмрзавање је познато као привремено отапање ледене напетости између Сједињених Држава и СССР-а током Хладног рата. Тензије су могле да се одмрзну због Хрушчовљеве дестаљинизације СССР-а и теорије мирне коегзистенције, као и због опрезног става председника САД Ајзенхауера и покушаја мира. На пример, оба лидера су покушала да постигну мир присуствовањем Међународном мировном самиту у Женеви 1955. и развијањем политике отвореног неба и споразума о потрази за оружјем. Ставови лидера су им омогућили да, како је то рекао Хрушчов, „разбију лед“.
Хрушчовљево одмрзавање се углавном развило као резултат Хрушчовљеве теорије о мирољубивој коегзистенцији која је веровала да две суперсиле (САД и СССР) и њихове идеологије могу коегзистирати заједно, без рата. Хрушчов је створио теорију мирног постојања у покушају да смањи непријатељство између две суперсиле. Покушао је да докаже мирољубиву коегзистенцију присуством међународним мировним конференцијама, као што је Самит у Женеви, и међународним путовањима, као што је путовање у амерички Кем Дејвид 1959.
Дух сарадње је озбиљно нарушен У-2 кризом 1960. године. Совјетско представљање обореног пилота Френсиса Герија Пауерса на Париском мировном самиту у мају 1960. и Ајзенхауерово одбијање да се извини окончали су велики део напретка започет током ове ере. Тада је Хрушчов одобрио изградњу Берлинског зида 1961. године.
Даље погоршање одмрзавања и пропадање Хрушчовљевог међународног политичког положаја догодило се током Кубанске ракетне кризе 1962. године. У то време совјетски и међународни медији су правили две потпуно супротне слике стварности, док је свет био на ивици нуклеарног рата. Иако је директна комуникација између Хрушчова и америчког председника Џона Кенедија помогла да се криза оконча, Хрушчовљев политички имиџ на Западу је нарушен.

## Друштвене, културне и економске реформе
Хрушчовљево одмрзавање изазвало је невиђене друштвене, културне и економске трансформације у Совјетском Савезу. Генерација 60-их је заправо почела 1950-их, са њиховом нецензурисаном поезијом, песмама и публикацијама књига.
Шести светски фестивал омладине и студената отворио је многе очи и уши у Совјетском Савезу. Многи нови друштвени трендови проистекли су из тог фестивала. Многе Рускиње су се уплеле у љубавне везе са мушкарцима који су долазили из целог света, што је резултирало такозваним „унутрашњим бејби бумом“ у Москви и Лењинграду. Фестивал је донео и нове стилове и моду која је изазвала даље ширење омладинске субкултуре под називом „стиљаги“. Фестивал је такође "револуционисао" подземну трговину валутама и подстакао црно тржиште.
Појава популарних звезда као што су Булат Окуџава, Едита Пиекха, Јевгениј Јевтушенко, Бела Ахмадулина и суперзвезда Владимир Висоцки заувек је променила популарну културу у СССР-у. Њихова поезија и песме прошириле су јавну свест совјетског народа и гурнуле гитаре и магнетофоне у масе, тако да је совјетски народ постао изложен независним каналима информисања, а менталитет јавности је на крају ажуриран на много начина.
Хрушчов је коначно ослободио милионе сељака; по његовом наређењу совјетска влада им је дала легитимације, пасоше и тако им дозволила да се иселе из сиромашних села у велике градове. Масивна стамбена изградња, позната као хрушчовке, предузета је током 1950-их и 1960-их. Милиони јефтиних и основних стамбених блокова јефтиних станова изграђени су широм Совјетског Савеза да би се прихватила највећа миграција икада у совјетској историји, када су се масе сељака без земље преселиле у совјетске градове. Тај потез је изазвао драматичну промену демографске слике у СССР-у и коначно зауставио пропадање сељаштва у Русији.
О економским реформама је писао и говорио Алексеј Косигин, који је био председник Државног одбора за планирање СССР-а 1959. године, а затим и пуноправни члан Президијума (познатог и као Политбиро после 1966.) 1960.

### Конзумеризам
Године 1959. Америчка национална изложба одржана је у Москви са циљем да прикаже продуктивност и просперитет Сједињених Држава. Латентни циљ Американаца је био да натерају Совјетски Савез да смањи производњу тешке индустрије. Ако би Совјетски Савез почео да улаже своје ресурсе у производњу робе широке потрошње, то би такође значило смањење ратног материјала. Процењује се да је више од двадесет милиона совјетских грађана погледало двадесет и три изложбе у САД током тридесетогодишњег периода. Ове изложбе су биле део Културног споразума који су формирале Сједињене Државе и Совјетски Савез како би се признала дугорочна размена науке, технологије, пољопривреде, медицине, јавног здравља, радија, телевизије, филмова, публикација, владе, младих, атлетика, научна истраживања, култура и туризам. Поред утицаја европске и западне културе, ток Хладног рата изложио је совјетски народ новом начину живота. Кроз филмове из САД, гледаоци су сазнали за други начин живота.

#### Кухињска дебата
Кухињска дебата на изложби у Москви 1959. подстакла је Хрушчова да ухвати корак са западним конзумеризмом. „Хрушчовљев режим је обећавао обиље да би обезбедио свој легитимитет“. Идеологија строге функционалности која се тиче материјалних добара еволуирала је у опуштенији поглед на конзумеризам. Амерички социолог Дејвид Ризман сковао је термин „Операција изобиље“ познат и као „најлонски рат“ који је предвидео да „руски људи неће дуго толерисати господаре који су им дали тенкове и шпијуне уместо усисивача и козметичких салона“. Совјети би морали да производе више робе широке потрошње да би угушили масовно незадовољство. Рисманова теорија се донекле остварила како се совјетска култура променила и укључила потрошну робу као што су усисивачи, машине за прање веша и машине за шивење. Ови предмети су били посебно усмерени на жене у Совјетском Савезу са идејом да жене ослобађају породичног терета. Поред тога, интересовање за промену западњачког имиџа руске жене довело је до културног прихватања козметичких производа. Модерна Рускиња је желела одећу, козметику и фризуре доступне западњачким женама. У време одмрзавања, козметичке продавнице које продају козметику и парфеме, које су раније биле доступне само богатима, постале су доступне обичним женама.

#### Хрушчовљев одговор
Хрушчовљев одговир на конзумеризам одговорио више дипломатски него на културну потрошњу. У одговору на амерички џез Хрушчов је изјавио: „Не волим џез. Кад чујем џез, као да имам гасове у стомаку. Мислио сам да је статичан када сам то чуо на радију.“ Што се тиче ангажовања уметника током одмрзавања, Хрушчов је изјавио: „Све док сам ја председник Савета министара, ми ћемо подржавати праву уметност. Нећемо дати ни пепејку за слике које су сликали магарци.“ Поређења ради, потрошња материјалних добара деловала је као мера економског успеха. Хрушчов је изјавио: „Ми производимо све већу количину свих врста потрошачких добара, али ипак не смемо неоправдано форсирати темпо у погледу снижавања цена. Не желимо да снижавамо цене до те мере да ће бити редова и црног тржишта.“ Раније се прекомерни конзумеризам у комунизму сматрао штетним за опште добро. Сада, није било довољно да роба широке потрошње буде доступна; требало је подићи и квалитет робе широке потрошње. Постојала је заблуда о квалитету робе широке потрошње због улоге оглашавања на тржишту. Оглашавање контролисане продајне квоте повећањем пожељности вишка подстандардне робе.

#### Порекло и исход
Корени конзумеризма почели су још 1930-их када је 1935. године сваки главни град Совјетске Републике основао модел робне куће. Робне куће су деловале као представници совјетског економског успеха. За време Хрушчова малопродајни сектори су добили превагу пошто су совјетске робне куће ГУМ (робна кућа) и ТсУМ (централна робна кућа), обе смештене у Москви, почеле да се фокусирају на трговину и друштвену интеракцију.

### Пораст приватног становања
Дана 31. јула 1957. Комунистичка партија је декретом повећала стамбену изградњу и Хрушчов је покренуо планове за изградњу приватних станова који су се разликовали од старих, заједничких станова који су били раније. Хрушчов је рекао да је важно „не само да се људима обезбеде добри домови, већ и да их се научи… да живе исправно“. Висок животни стандард је видео као предуслов који води пут транзиције ка пуном комунизму и веровао је да приватни станови то могу постићи.‍:295 Иако је одмрзавање означило време отворености и либерализације која се првенствено налазила у јавној сфери, појава приватног становања омогућила је нову формулацију приватне сфере у совјетском животу.‍:244 То је резултирало променом идеологије и прављењем простора за жене, које су традиционално биле повезане са домом, и потрошњу добара како би се створио добро уређен "совјетски" дом.

#### Одмак од колективног становања
Хрушчовљева политика показала је интересовање за обнову куће и породице након разарања у Другом светском рату. Совјетска реторика је била пример промене нагласка са тешке индустрије на значај робе широке потрошње и становања.‍:115–16 Седмогодишњи план је покренут 1958. године и обећавао је изградњу 12 милиона градских станова и 7 милиона сеоских кућа. Упоредо са повећаним бројем приватних станова дошло је и до промене односа према породици. Претходна совјетска идеологија је презирала концепције традиционалне породице, посебно под Стаљином, који је створио визију велике, колективне породице под његовим очинским вођством. Нови нагласак на приватном становању створио је наду да ће приватна област из ере одмрзавања обезбедити бекство од интензитета јавног живота и ока владе. Заиста, Хрушчов је увео идеологију да се приватни живот цени и да је крајњи циљ друштвених развоја. Нова политичка реторика у вези са породицом поново је увела концепт нуклеарне породице, и на тај начин учврстила идеју да су жене одговорне за кућну област и вођење куће.
Препознајући неопходност обнове породице у послератним годинама, Хрушчов је донео политику која је покушала да поново успостави конвенционалније домаће царство, удаљавајући се од политике својих претходника, а већина њих је била усмерена на жене. Упркос томе што су биле активни део радне снаге, западни, капиталистички свет је сматрао да су услови жена пример „заосталости“ Совјетског Савеза. Овај концепт сеже до традиционалног марксизма, који је пронашао корене урођене заосталости жене у чињеници да је била ограничена на дом; Лењин је говорио о жени као о „домаћој робињи“ која ће остати у заточеништву све док кућни послови остану активност за појединце у кући. Претходно укидање приватних домова и индивидуалне кухиње покушало је да се одмакне од домаћег режима који је затварао жене. Уместо тога, влада је покушала да спроведе јавну трпезу, социјализоване кућне послове и колективну бригу о деци. Традиционално настројене жене су се опирала овим програмима који су испуњавали оригинална начела марксизма.

#### Индивидуална кухиња
У марту 1958. Хрушчов је признао Врховном совјету своју срамоту због перцепције јавности о совјетским женама као несрећно свргнутим у редове физичких радника. Ново приватно становање је по први пут обезбедило индивидуалне кухиње за многе породице. Нове технологије кухиње дошле су у везу са пројектима модернизације у ери хладноратовске „мирољубиве конкуренције“. У то време, примарна конкуренција између САД и Совјетског Савеза била је борба за обезбеђивање бољег квалитета живота људи. Године 1959, на Америчкој националној изложби у Москви, амерички потпредседник Ричард Никсон је прогласио супериорност капиталистичког система док је стајао испред примера модерне америчке кухиње. Позната као „Кухињска дебата“, размена између Никсона и Хрушчова наговестила је Хрушчовљеву повећану пажњу према потребама жена, посебно стварањем модерних кухиња. Потврђујући своју посвећеност повећању животног стандарда, Хрушчов је повезивао транзицију у комунизам са обиљем и просперитетом.
Програм треће стране из 1961. године, дефинишући документ Хрушчовљеве политике, повезао је друштвени напредак са технолошким напретком, посебно технолошким напретком у кући. Хрушчов је говорио о посвећености повећању производње робе широке потрошње, посебно предмета за домаћинство и апарата који би смањили интензитет кућних послова. Кухиња је дефинисана као „радионица“ која се ослањала на „правилну организацију рада“ да би била најефикаснија. Стварање онога што се сматрало најбољим условима за рад жене у кухињи био је покушај владе да осигура да ће совјетска жена моћи да настави свој рад у кући и ван ње. Упркос све већим захтевима кућних послова, од жена се очекивало и да обављају послове како би одржале националну економију, као и испуниле идеале совјетског добро заокруженог појединца.
За то време, жене су биле преплављене памфлетима и часописима који су препуни савета о томе како најбоље водити домаћинство. Ова литература је наглашавала врлине једноставности и ефикасности. Поред тога, намештај је дизајниран тако да одговара просечној висини московских жена, наглашавајући модеран, једноставан стил који је омогућио ефикасну масовну производњу. Међутим, у новоизграђеним становима из Хрушчовљеве ере, појединачне кухиње ретко су биле у складу са стандардима на које се позивала владина реторика. Обезбеђивање потпуно опремљених кухиња било је прескупо и дуготрајно да би се реализовало у пројекту масовног становања.

#### Дизајн куће
Углађен, једноставан дизајн и естетика кухиње су били промовисани. Претходни стилови су били означени као малобуржоаски када је Хрушчов дошао на власт. Хрушчов је осудио китњасти стил високог стаљинизма због његове расипности. Уређење дома за време одмрзавања наглашавало је оно што је једноставно и функционално, јер су се ти предмети лако могли масовно производити. Хрушчов је промовисао културу повећане потрошње и јавно је објавио да ће потрошња по глави становника у Совјетском Савезу премашити потрошњу Сједињених Држава. Међутим, потрошња се састојала од модерне робе која није имала декоративне квалитете и често је била лошег квалитета, што је говорило о нагласку друштва на производњи, а не на потрошњи.

## Смјена Хрушчова и крај реформи
И културна и политичка одмрзавања су практично окончана сменом Хрушчова са положаја совјетског лидера у октобру 1964. и постављањем Леонида Брежњева на место генералног секретара Комунистичке партије Совјетског Савеза 1964. године. Када је Хрушчов смењен, Алексеј Косигин је преузео Хрушчовљеву позицију совјетског премијера, али Косигинова економска реформа није била успешна и тврдолинијски комунисти предвођени Брежњевом блокирали су све предлоге за реформе након Косигиновог неуспелог покушаја.
Брежњевљева каријера као генералног секретара почела је суђењем Сињавском и Данијелу 1965. године, које је показало да се успоставља ауторитарна идеологија. Одобрио је инвазију на Чехословачку 1968, Вијетнамски рат 1964-75 и совјетско-авганистански рат који се наставио након његове смрти. Он је успоставио ауторитарни режим који је трајао током његовог премијерског мандата и режима његова два наследника, Јурија Андропова и Константина Черњенка .

## Временска линија
- 1953: Стаљин је умро. Берија елиминисао Жуков. Хрушчов и Маленков су постали лидери совјетске комунистичке партије.
- 1954: Хрушчов је посетио Пекинг, Кина, састао се са председником Мао Цедунгом  Започела рехабилитација и ослобађање совјетских политичких затвореника. Дозвољени нецензурисани јавни наступи песника и текстописаца у Совјетском Савезу.
- 1955: Хрушчов се састао са америчким председником Ајзенхауером. Улазак Западне Немачке у НАТО изазива Совјетски Савез да одговори успостављањем Варшавског пакта. Хрушчов се помирио са Титом. Жуков именован за министра одбране. Брежњев је именован да води кампању за Дјевичанске земље.
- 1956: Хрушчов је осудио Стаљина у свом Тајном говору. Совјетска армија је сломила мађарску револуцију. Раније те године окончао је пољски устанак давањем неких уступака, односно уклањањем неких трупа.
- 1957: Државни удар против Хрушчова. Стара гарда избачена из Кремља. Светски фестивал омладине и студената у Москви. Магнетофони су ширили популарну музику по целој совјетској држави. Спутњик је кружио око Земље. Уведени совнархози .
- 1958: Хрушчов именован за премијера Совјетског Савеза, збацио Жукова са места министра одбране, смањио војну потрошњу (Савет народне привреде). 1. Међународно такмичење Чајковски у Москви.
- 1959: Хрушчов је посетио САД. Неуспешно увођење кукуруза током пољопривредне кризе у Совјетском Савезу изазвало је озбиљну прехрамбену кризу. Почео је кинеско-совјетски раскол.
- 1960: Кенеди изабран за председника САД. Вијетнамски рат је ескалирао. Амерички шпијунски авион У-2 оборен изнад Совјетског Савеза. Пилот Пауерс се изјаснио кривим. Хрушчов је отказао самит са Ајзенхауером.
- 1961: Стаљиново тело уклоњено из Лењиновог маузолеја. Јуриј Гагарин је постао први човек у свемиру. Хрушчов је одобрио Берлински зид. Совјетска рубља је деноминирала 10:1, криза хране се наставила.
- 1962: Хрушчов и Кенеди су се борили кроз кубанску ракетну кризу. Криза са храном изазвала је масакр у Новочеркаску . Прва публикација Солжењицина о логорима "Гулаг".
- 1963: Валентина Терешкова је постала прва жена у свемиру. Почела изградња ТВ куле Останкино. Потписан уговор о забрани тестирања нуклеарног оружја. Кенеди убијен. Хрушчов је у Москви угостио Фидела Кастра.
- 1964: Битлманија је стигла у Совјетски Савез, музички бендови формирани у многим руским школама. 40 грешака пронађено у амбасади САД у Москви. Брежњев је збацио Хрушчова и ставио га у кућни притвор.

## Анализа
Многи историчари упоређују Хрушчовљево одмрзавање и његове огромне напоре да промени совјетско друштво и удаљи се од његове прошлости, са Горбачовљевом перестројком и гласношћу током 1980-их. Иако су водили Совјетски Савез у различитим епохама, и Хрушчов и Горбачов су покренули драматичне реформе. Оба покушаја су трајала само неколико година и подржали су их народ, док су им се противили тврдолинијаши. Оба лидера су смењена, али са потпуно различитим резултатима за своју земљу.
Михаил Горбачов је Хрушчовљева достигнућа назвао изузетним; похвалио је Хрушчовљев говор из 1956. године, али је навео да Хрушчов није успео у својим реформама.